# Новов'язівська сільська рада
| Новов'язівська сільська рада — орган місцевого самоврядування у Юр'ївському районі Дніпропетровської області з адміністративним центром в селі Новов'язівське. Новов'язівська сільська рада розташована в східній частині Юр'ївського району Дніпропетровської області, за 15 км від районного центру. Сільській раді підпорядковані населені пункти: - c. Новов'язівське - с. Водяне - с. Дубове - с. Зарічне - с. Орлівське |

## Склад ради
Рада складається з 14 депутатів та голови.

## Керівний склад сільської ради
| ПІБ                          | Основні відомості                                                 | Дата обрання | Дата звільнення |
| ---------------------------- | ----------------------------------------------------------------- | ------------ | --------------- |
| Колісник Павло Станіславович | Сільський голова, 1974 року народження, освіта вища, безпартійний | 31.10.2015   |                 |

Примітка: таблиця складена за даними джерела

## Соціальна сфера
На території сільської ради знаходяться такі об'єкти соціальної сфери:
- Новов'язівська СЗШ;
- Водянська НСШ;
- Новов'язівський дитсадок;
- Новов'язівська дільнична лікарня;
- Водянський фельдшерсько-акушерський пункт;
- Новов'язівський сільський будинок культури;
- Водянський сільський клуб;
- Новов'язівська сільська бібліотека;
- Водянська сільська бібліотека;
- Новов'язівська музична школа.

## Економіка
Найбільші сільськогосподарські підприємства та ФГ: ТОВ"ЛАН", ФГ «Наталка», ФГ «Віктор», ФГ «Лариса-2000». Одноосібники — 140 чол. 